# Horst Netzler
Horst Günter Heinz Netzler (* 5. November 1925 in Berlin; † 10. Mai 2007 in Baden-Baden) war ein deutscher Generalmajor der Bundeswehr.

## Leben
Horst Netzler legte 1943 sein Notabitur ab und trat in die Wehrmacht ein. Zum Kriegsende war er Leutnant in einem Reiterregiment.
Danach begann er eine Ausbildung als Postbeamter. Er wurde u. a. Postinspektor bei der Landespostdirektion Berlin und im Bundespostministerium.
1956 trat er als Oberleutnant in die Bundeswehr ein und diente u. a. als Ordonnanzoffizier im Wehrbereichskommando III, Zugführer, S1-Offizier (Personalwesen) und Kompaniechef in einem Panzergrenadierbataillon. 1958 wurde er Hauptmann und wurde von 1961 bis 1963 im 4. Generalstabslehrgang Heer an der Führungsakademie der Bundeswehr in Hamburg zum Offizier im Generalstabsdienst ausgebildet. Anschließend wurde er G3 einer Panzerbrigade und 1967 zum Oberstleutnant befördert. Als Hilfsreferent kam er zu Fü H VI 1 des Führungsstabs des Heeres im Bundesministerium der Verteidigung (BMVg) auf der Hardthöhe in Bonn. Er besuchte einen Lehrgang am NATO Defense College in Rom. Als Oberst (Beförderung im gleichen Jahr) war er von April 1971 bis Ende September 1973 Chef des Stabes der Panzergrenadierbrigade 22. Später wurde er G3 im Hauptquartier AFCENT der NATO in Brunssum (Niederlande), von wo er 1976 kommend bis Ende März 1979 Brigadekommandeur der Gebirgsjägerbrigade 23 war. Als Brigadegeneral war er anschließend bis September 1981 Unterabteilungsleiter S I (Allgemeine Sozialangelegenheiten) im BMVg in Bonn. Vom 1. Oktober 1981, nun als Generalmajor, war er bis 31. März 1983 Chef des Stabes der Central Army Group (CENTAG) der NATO in Heidelberg. Anschließend war er  Divisionskommandeur der 1. Gebirgsdivision und wurde zum 31. März 1986 in den Ruhestand versetzt.
Netzler war verheiratet und hatte eine Tochter.